# Brandon Kintzler
Pour les articles homonymes, voir Kintzler.
Brandon Lee Kintzler (né le 1er août 1984 à Las Vegas, Nevada, États-Unis) est un lanceur de relève droitier des Nationals de Washington de la Ligue majeure de baseball.

## Carrière

### Brewers de Milwaukee
Brandon Kintzler est repêché à deux reprises. D'abord choisi au 40e tour par les Yankees de New York, il ne signe pas avec l'équipe et est sélectionné à nouveau, encore une fois au 40e tour, lors de la séance de 2004. Cette fois, il s'entend avec l'équipe qui l'a choisi, les Padres de San Diego. Ces derniers le libèrent cependant de son contrat en 2006 et il se retrouve en 2009 avec les Brewers de Milwaukee avec un passage chez les Saints de Saint Paul, un club indépendant de l’Association américaine.
Kintzler fait ses débuts dans les Ligues majeures le 10 septembre 2010 avec les Brewers de Milwaukee. Il lance sept manches et un tiers en sept sorties en relève. Il encaisse une défaite à sa seule décision et montre une moyenne de points mérités de 7,36.
Il amorce la saison 2011 dans l'effectif des Brewers et remporte sa première victoire en carrière le 18 avril après avoir lancé les 11e et 12e manches dans un gain de Milwaukee, 6-3 sur Philadelphie. En neuf sorties chez les Brewers en 2011, Kintzler lance 14 manches et deux tiers et maintient une moyenne de points mérités de 3,68 avec une victoire et une défaite.
En 2012, il remporte 3 victoires en seulement 14 matchs joués pour Milwaukee et remet une moyenne de 3,78 points mérités accordés par partie en 16 manches et deux tiers lancées.
Pour la première fois en 2013, il est appelé à lancer sur une base régulière. Il est le second releveur le plus utilisé par les Brewers après Mike Gonzalez et celui qui remet la seconde meilleure moyenne de points mérités de l'équipe après Tyler Thornburg. La moyenne de Kintzler s'élève à un excellent 2,69 en 77 manches lancées lors de 71 sorties. Il remporte 3 victoires contre autant de défaites.
Après avoir lancé deux saisons en dépit de douleurs au genou, il subit en octobre 2014 une intervention chirurgicale pour tenter de corriger le problème. Mais le problème refait surface au cours d'une saison 2015 où il est limité à seulement 7 matchs joués pour Milwaukee.
En 6 saisons pour les Brewers, de 2010 à 2015, Brandon Kintzler a lancé 181 manches en 172 matchs, et maintenu sa moyenne de points mérités à 3,38.

### Twins du Minnesota
Kinzler signe un contrat des ligues mineures avec les Twins du Minnesota le 15 décembre 2015.
Stoppeur des Twins, Kintzler protège 17 victoires en 2016 pour un club de dernière place qui perd 103 matchs. En 54 manches et un tiers lancées, sa moyenne de points mérités se chiffre à 3,15.
Il fait encore mieux en 2017 : Kintzler abaisse sa moyenne de points mérités à 2,78 en 45 manches et un tiers lancées et réalise 28 sauvetages. Malgré une saison meilleure que la précédente au Minnesota, les Twins ne comptent pas se qualifier pour les séries éliminatoires et reçoivent des offres pour Kintzler à l'approche de la date limite des échanges du 31 juillet.

### Nationals de Washington
Le 31 juillet 2017, les Twins du Minnesota échangent Brandon Kintzler aux Nationals de Washington contre Tyler Watson, un lanceur gaucher des ligues mineures.